# دير حبس المسيح (القدس)
دير حبس المسيح للفرنسيسكان دير أثري يقع على طريق الالام داخل أسوار البلدة القديمة لمدينة القدس. يحوي هذا الدير كنيستان، أولاهما كنيسة الجلد (حبس المسيح) و كنيسة الحكم بالموت، والكنيسة الأخيرة من الكنائس التي أمرت الإمبراطورة هيلانة بتشييدها بالقدس، وهي تحتل مساحة مربعة طول ضلعها 10 م، وقد غطيت بقبة محمولة على أربعة أعمدة رخامية وعلى مقربة منها كنيسة حبس المسيح.
وكان المسلمون قد استولوا عليها في عهد الخليفة العباسي المهدي، لكن هارون الرشيد أعادها للنصارى. وبعد تخريب الكنيستان في حصار صلاح الدين الأيوبي للقدس، أعادوها الرهبان الفرنسيسكان سنة 1618، وأعادوا تجديدها في عام 1838.